# فيتوس
فيتوس هو فيلم دراما سويسري أُصدر عام 2006. الفيلم من إخراج فريدي إم. مورير، ومن تأليف مشترك له ولـلوكاس ب سوتر ‏ وPeter Luisi ‏. تم توزيع الفيلم دوليًا بواسطة سوني بيكتشرز كلاسيك.

## القصة
تدور القصة حول طفل يُدعى "فيتوس"، يتمتع بذكاء خارق ومهارات مذهلة في العزف على البيانو. والديه يسعيان لتوفير أفضل الفرص له، إلا أن "فيتوس" يسعى لحياة طبيعية بعيدًا عن الضغوط، فيلجأ إلى جده ويبدأ باكتشاف العالم بطريقته الخاصة، متبعًا شغفه وأحلامه الشخصية.

## طاقم التمثيل
- فابيان كرايمر
- برونو غانتس
- تيو جيورجيو
- أورس جودي
- آنا كاثارينا شميت
- جوليكا جنكينز
- بيتر لوستينغر
- إلين لوتشر
- تيريز أفين
- اندرياس كريمر

## الاستقبال

### الجوائز والترشيحات
- فاز الفيلم بجائزة أفضل فيلم روائي طويل في جوائز الفيلم السويسري سنة 2006.
- ترشح الفيلم للمشاركة في جائزة الأوسكار لأفضل فيلم أجنبي لكنه لم يصل إلى الترشيحات النهائية.

### الميزانية والإيرادات
بلغت ميزانية إنتاج الفيلم حوالي 4.5 ملايين دولار، وحقق إيرادات تقارب 2 مليون دولار في شباك التذاكر العالمي، مع أداء جيد في العروض السينمائية الأوروبية.

## وصلات خارجية
- Vitus  في قاعدة بيانات الأفلام على الإنترنت (بالإنجليزية)
- فيتوس في روتن توميتوز.
- فيتوس في موقع ميتاكريتيك.